# Faverolles (Orne)
Pour les articles homonymes, voir Faverolles.
Faverolles est une commune française, située dans le département de l'Orne en région Normandie, peuplée de 132 habitants.

## Géographie

### Hydrographie
La commune est située dans le bassin Seine-Normandie. Elle est drainée par la Rouvre, la Maire, la Rouvrette, la Rouvre, le fossé 01 de la Chappronière, le fossé 01 de la Pucardière, le fossé 01 du Besier, le ruisseau du Besier, le ruisseau du Fief Benoit et un autre petit cours d'eau,.
La Rouvre, d'une longueur de 46 km, prend sa source dans la commune de Beauvain et se jette  dans l'Orne à Mesnil-Villement, après avoir traversé 17 communes. Les caractéristiques hydrologiques de la Rouvre sont données par la station hydrologique située sur la commune de Sainte-Gauburge-Sainte-Colombe. Le débit moyen mensuel est de 0,805 m3/s. Le débit moyen journalier maximum est de 9,01 m3/s, atteint lors de la crue du 17 janvier 1999. Le débit instantané maximal est quant à lui de 9,48 m3/s, atteint le 16 janvier 1999.
La Maire, d'une longueur de 16 km, prend sa source dans la commune de Rânes et se jette  dans l'Orne en limite de Écouché-les-Vallées et de Sevrai, après avoir traversé sept communes. 

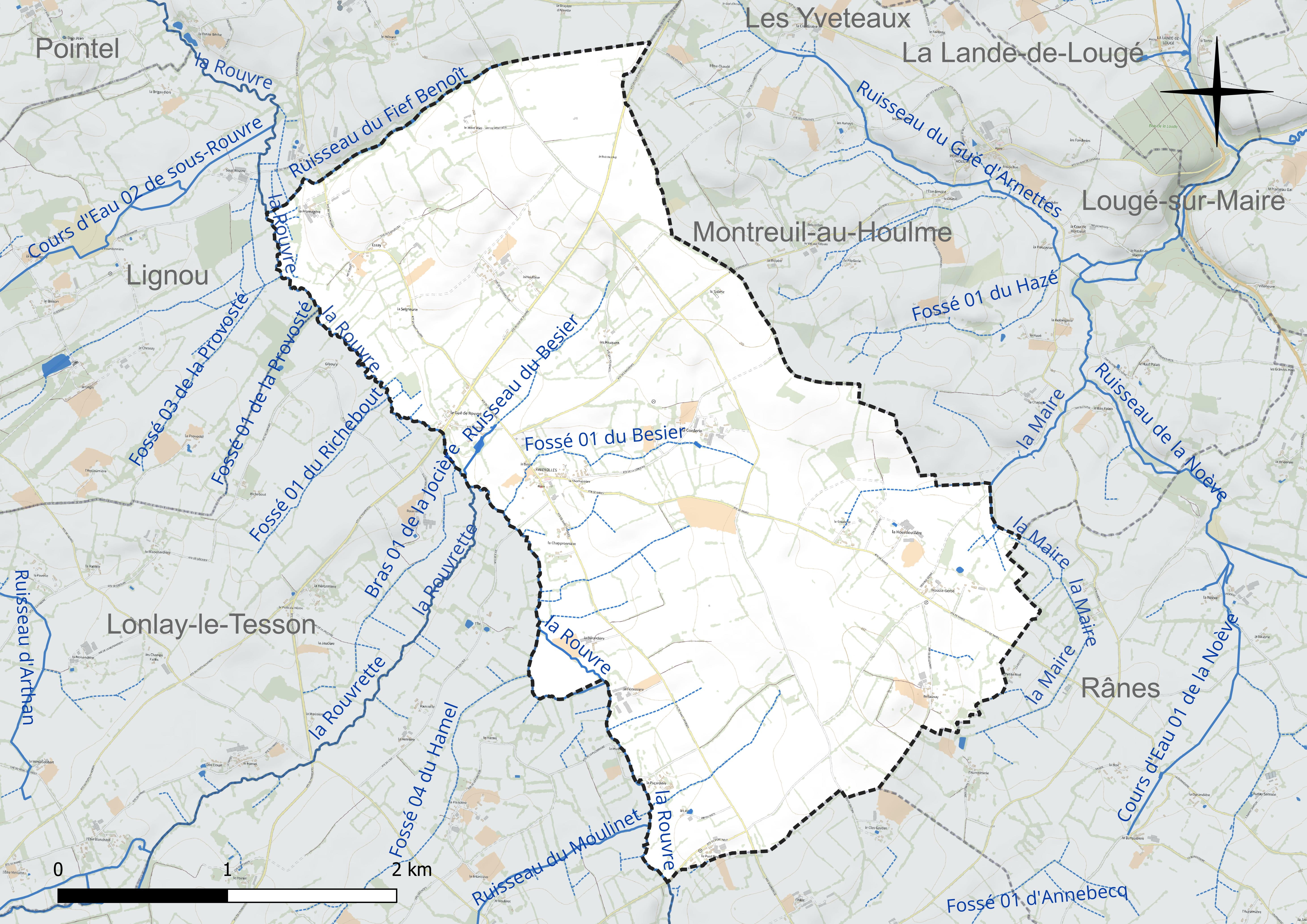
Réseau hydrographique de Faverolles.

### Climat
Pour des articles plus généraux, voir Climat de la Normandie et Climat de l'Orne.
En 2010, le climat de la commune est de type climat océanique altéré, selon une étude du CNRS s'appuyant sur une série de données couvrant la période 1971-2000. En 2020, Météo-France publie une typologie des climats de la France métropolitaine dans laquelle la commune est exposée à un climat océanique et est dans la région climatique Normandie (Cotentin, Orne), caractérisée par une pluviométrie relativement élevée (850 mm/a) et un été frais (15,5 °C) et venté. Parallèlement le GIEC normand, un groupe régional d’experts sur le climat, différencie quant à lui, dans une étude de 2020, trois grands types de climats pour la région Normandie, nuancés à une échelle plus fine par les facteurs géographiques locaux. La commune est, selon ce zonage, exposée à un « climat contrasté des collines », correspondant au Bocage normand, bien arrosé, voire très arrosé sur les reliefs les plus exposés au flux d’ouest, et frais en raison de l’altitude.
Pour la période 1971-2000, la température annuelle moyenne est de 9,9 °C, avec une amplitude thermique annuelle de 13,4 °C. Le cumul annuel moyen de précipitations est de 850 mm, avec 12,8 jours de précipitations en janvier et 7,6 jours en juillet. Pour la période 1991-2020, la température moyenne annuelle observée sur la station météorologique la plus proche, située sur la commune de Briouze à 6 km à vol d'oiseau, est de 10,9 °C et le cumul annuel moyen de précipitations est de 920,5 mm,. Pour l'avenir, les paramètres climatiques de la commune estimés pour 2050 selon différents scénarios d’émission de gaz à effet de serre sont consultables sur un site dédié publié par Météo-France en novembre 2022.

## Urbanisme

### Typologie
Au 1er janvier 2024, Faverolles est catégorisée commune rurale à habitat très dispersé, selon la nouvelle grille communale de densité à sept niveaux définie par l'Insee en 2022.
Elle est située hors unité urbaine. Par ailleurs la commune fait partie de l'aire d'attraction de La Ferté Macé, dont elle est une commune de la couronne,. Cette aire, qui regroupe 17 communes, est catégorisée dans les aires de moins de 50 000 habitants,.

### Occupation des sols
L'occupation des sols de la commune, telle qu'elle ressort de la base de données européenne d’occupation biophysique des sols Corine Land Cover (CLC), est marquée par l'importance des territoires agricoles (100 % en 2018), une proportion identique à celle de 1990 (100 %). La répartition détaillée en 2018 est la suivante : 
prairies (48,2 %), terres arables (41,9 %), zones agricoles hétérogènes (10 %). L'évolution de l’occupation des sols de la commune et de ses infrastructures peut être observée sur les différentes représentations cartographiques du territoire : la carte de Cassini (XVIIIe siècle), la carte d'état-major (1820-1866) et les cartes ou photos aériennes de l'IGN pour la période actuelle (1950 à aujourd'hui).

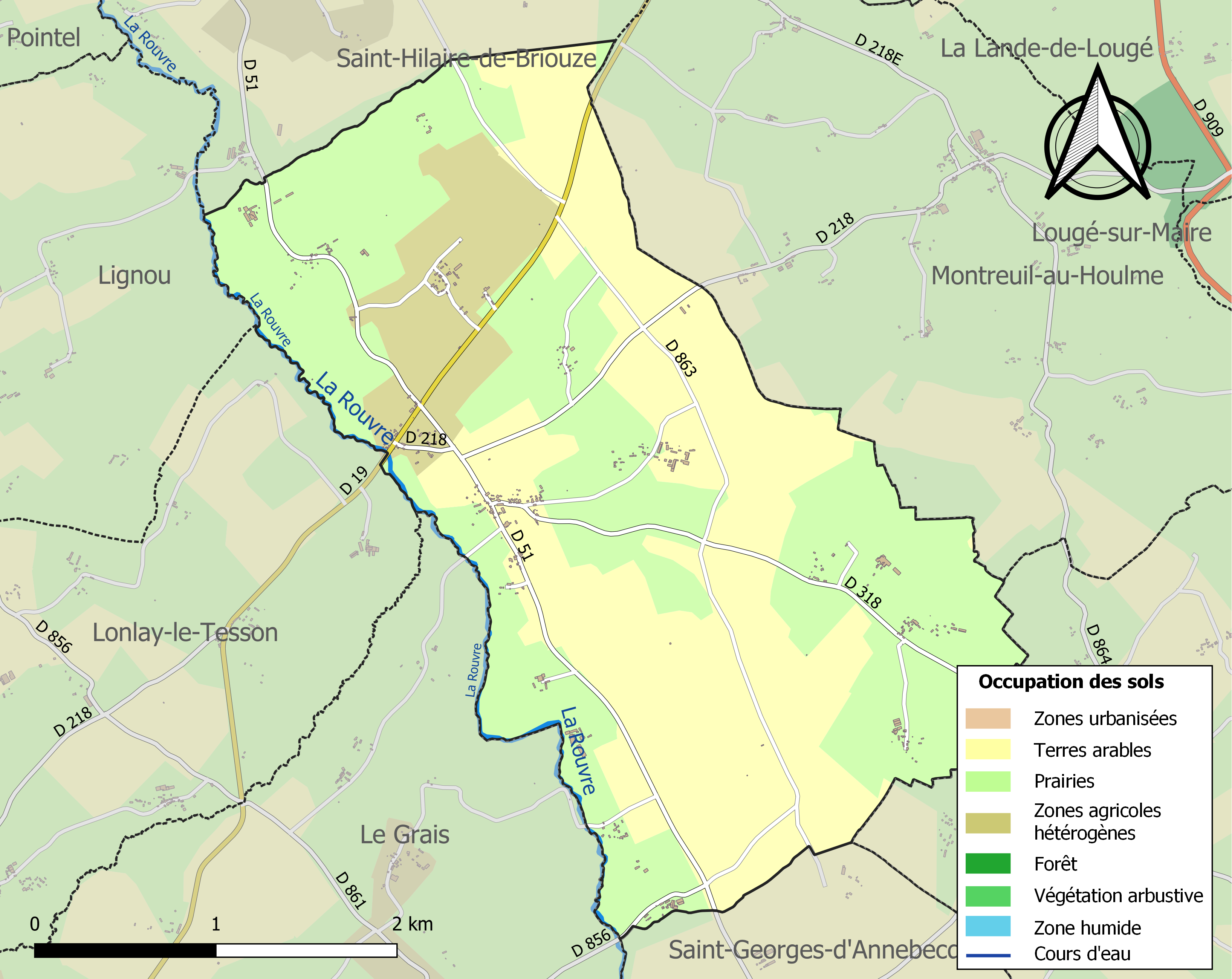
Carte des infrastructures et de l'occupation des sols de la commune en 2018 (CLC).

## Toponymie
Le nom de la localité est attesté sous la forme de Faveroles vers 1025, Favrolle en 1793, Faverolles en 1801.
Plusieurs communes de France portent le toponyme Faverolles, de même que de nombreux lieux-dits. L'origine de ce nom est indo-européenne, il dériverait du latin faba (fève), du suffixe olla  et signifierait « champ de fèves », « l'endroit où il pousse des fèves », « l'endroit où l'on cultive des fèves ».

## Histoire
Au XIe siècle, Faverolles se situe dans la mouvance du château d'Asnebec (sur l'actuelle commune de Saint-Georges-d'Annebecq) dont le baron est alors Roger de Beaumont (le Barbu), comte de Warwick, proche collaborateur de Guillaume le Conquérant et conseiller de la reine Mathilde dans l'administration du duché de Normandie. Comme les paroisses de Rasnes et d'Asnebec, Faverolles est donnée par Roger de Beaumont à l'abbaye de Saint-Wandrille de Fontenelle, avec ses dîmes, foires et autres revenus (Cette dépendance spirituelle et matérielle perdurera pendant sept siècles, jusqu'à la Révolution française de 1789).
En 1789, en préparation des États généraux convoqués au château de Versailles  par le roi Louis XVI, la paroisse de Faverolles (du bailliage de Falaise) désigne deux députés du tiers état pour siéger (le 16 mars 1789 à Rouen) à l'assemblée des trois ordres de la province de Normandie. Ce sont les dénommés Braquehaie et Le Conteur. En 1790, la commune de Faverolles fait partie du canton de Rasnes (actuellement Rânes) mais, lors de la réforme administrative du 8 pluviôse de l'an IX (1801), ce canton étant comme beaucoup d'autres supprimé, la commune est rattachée au canton de Briouze. À la même époque, Pierre Ménard (de Faverolles) est arrêté par les autorités révolutionnaires car il est accusé de chouannerie. Le curé depuis 1787 est M. Amette. Il émigre à Jersey pour fuir la tourmente. Son vicaire M. Pierre Delaunay, originaire des Yveteaux et demeuré dans sa région, périt en 1794.
En 1875, l'abbé Burel est curé de la paroisse Saint-Pierre de Faverolles.
En 1944, lors de la bataille de Normandie qui marque la dernière période de la Seconde Guerre mondiale, sept civils furent tués sur le territoire de la commune.

## Politique et administration

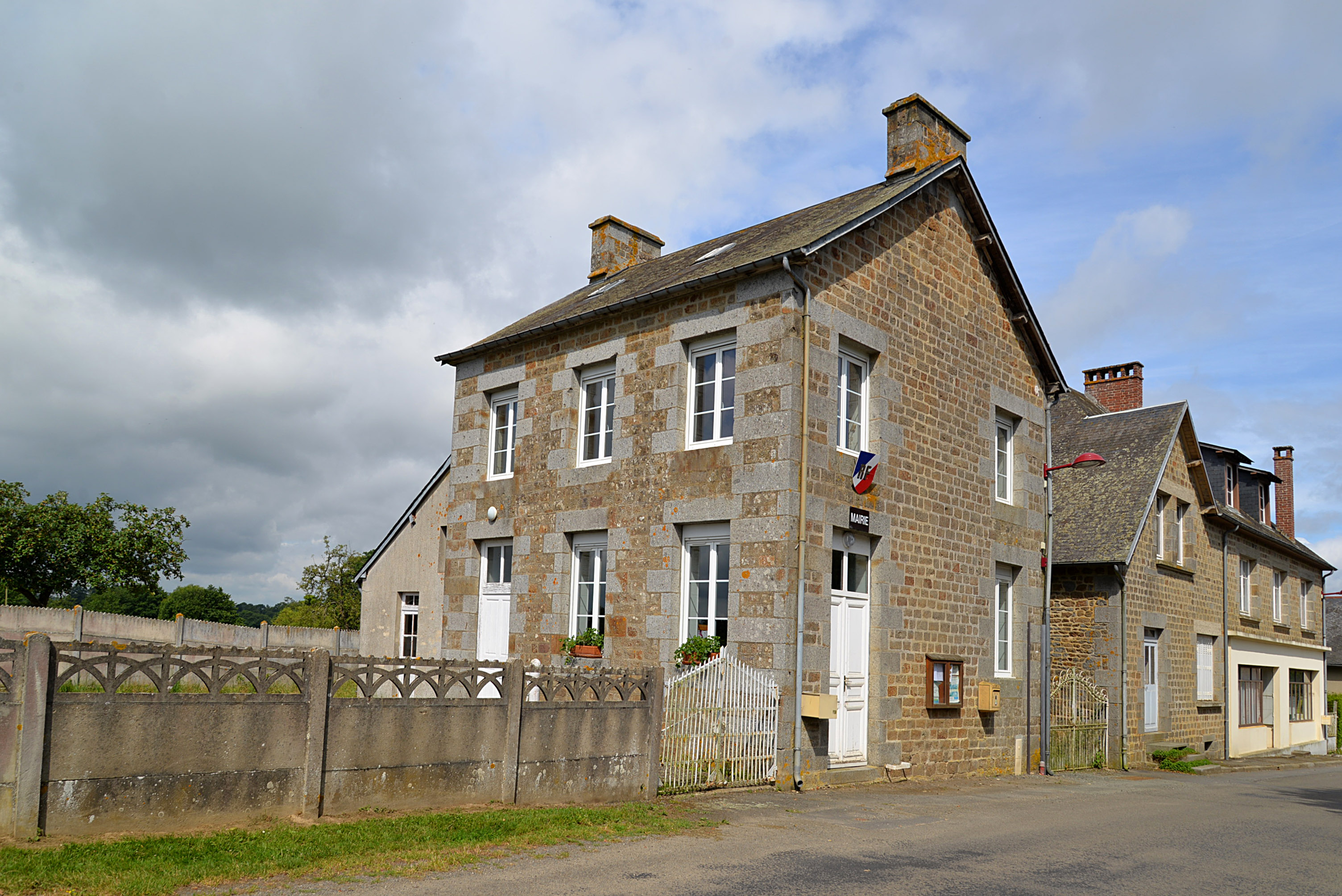
La mairie.

| Période                                  | Période   | Identité           | Étiquette | Qualité     |
| ---------------------------------------- | --------- | ------------------ | --------- | ----------- |
| 1977                                     | mars 2001 | Raymond Lefebvre   |           |             |
| mars 2001                                | En cours  | Jean-Paul Maillard | SE        | Agriculteur |
| Les données manquantes sont à compléter. |           |                    |           |             |

## Démographie
L'évolution du nombre d'habitants est connue à travers les recensements de la population effectués dans la commune depuis 1793. Pour les communes de moins de 10 000 habitants, une enquête de recensement portant sur toute la population est réalisée tous les cinq ans, les populations de référence des années intermédiaires étant quant à elles estimées par interpolation ou extrapolation. Pour la commune, le premier recensement exhaustif entrant dans le cadre du nouveau dispositif a été réalisé en 2006.
En 2022, la commune comptait 132 habitants, en évolution de −8,97 % par rapport à 2016 (Orne : −3,21 %, France hors Mayotte : +2,11 %).
| 1793 | 1800 | 1806 | 1821 | 1836 | 1841 | 1846 | 1851 | 1856 |
| ---- | ---- | ---- | ---- | ---- | ---- | ---- | ---- | ---- |
| 827  | 779  | 910  | 931  | 930  | 909  | 877  | 819  | 763  |

| 1861 | 1866 | 1872 | 1876 | 1881 | 1886 | 1891 | 1896 | 1901 |
| ---- | ---- | ---- | ---- | ---- | ---- | ---- | ---- | ---- |
| 767  | 737  | 680  | 630  | 588  | 572  | 523  | 495  | 475  |

| 1906 | 1911 | 1921 | 1926 | 1931 | 1936 | 1946 | 1954 | 1962 |
| ---- | ---- | ---- | ---- | ---- | ---- | ---- | ---- | ---- |
| 436  | 393  | 317  | 314  | 325  | 326  | 284  | 304  | 276  |

| 1968 | 1975 | 1982 | 1990 | 1999 | 2006 | 2011 | 2016 | 2021 |
| ---- | ---- | ---- | ---- | ---- | ---- | ---- | ---- | ---- |
| 290  | 233  | 193  | 178  | 140  | 145  | 145  | 145  | 137  |

| 2022 | - | - | - | - | - | - | - | - |
| ---- | - | - | - | - | - | - | - | - |
| 132  | - | - | - | - | - | - | - | - |

## Lieux et monuments
- Église Saint-Pierre du XIXe siècle. Vitraux de Paul Bony : saint Pierre et saint Paul. Grand Christ du XVIIe siècle. Fonts baptismaux du XVIIIe siècle.

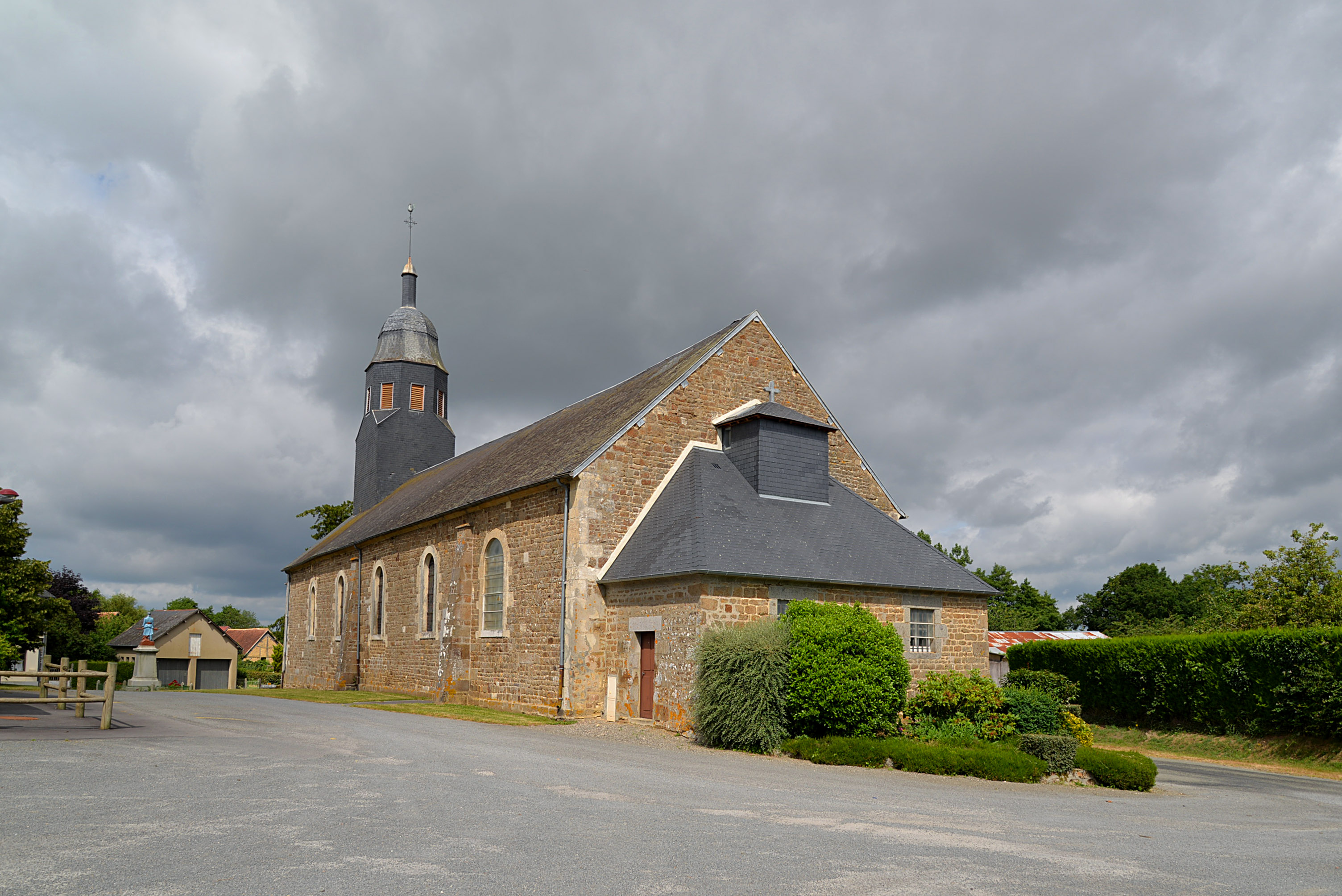
L’église Saint-Pierre, vue sud-est.
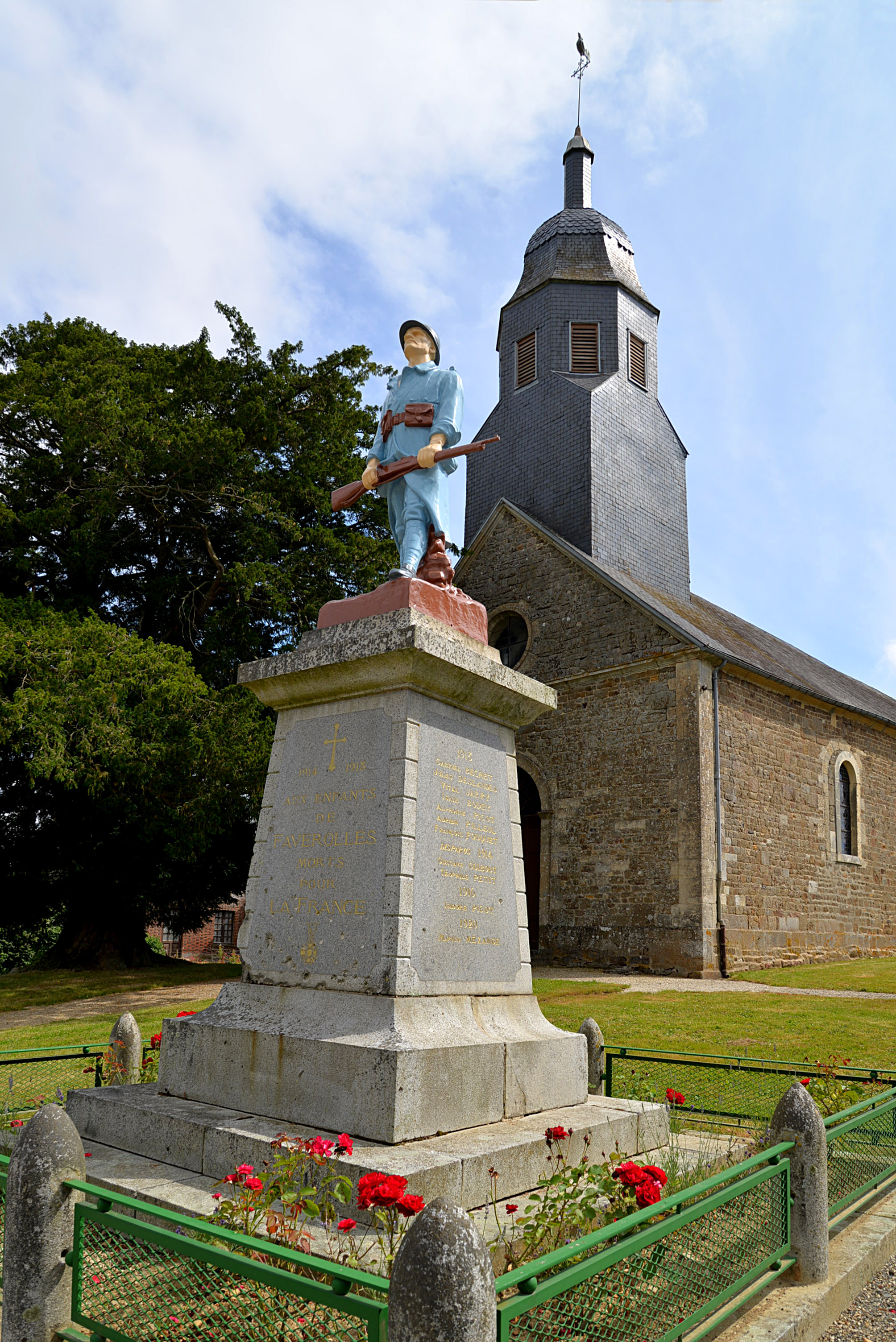
Le monument aux morts.
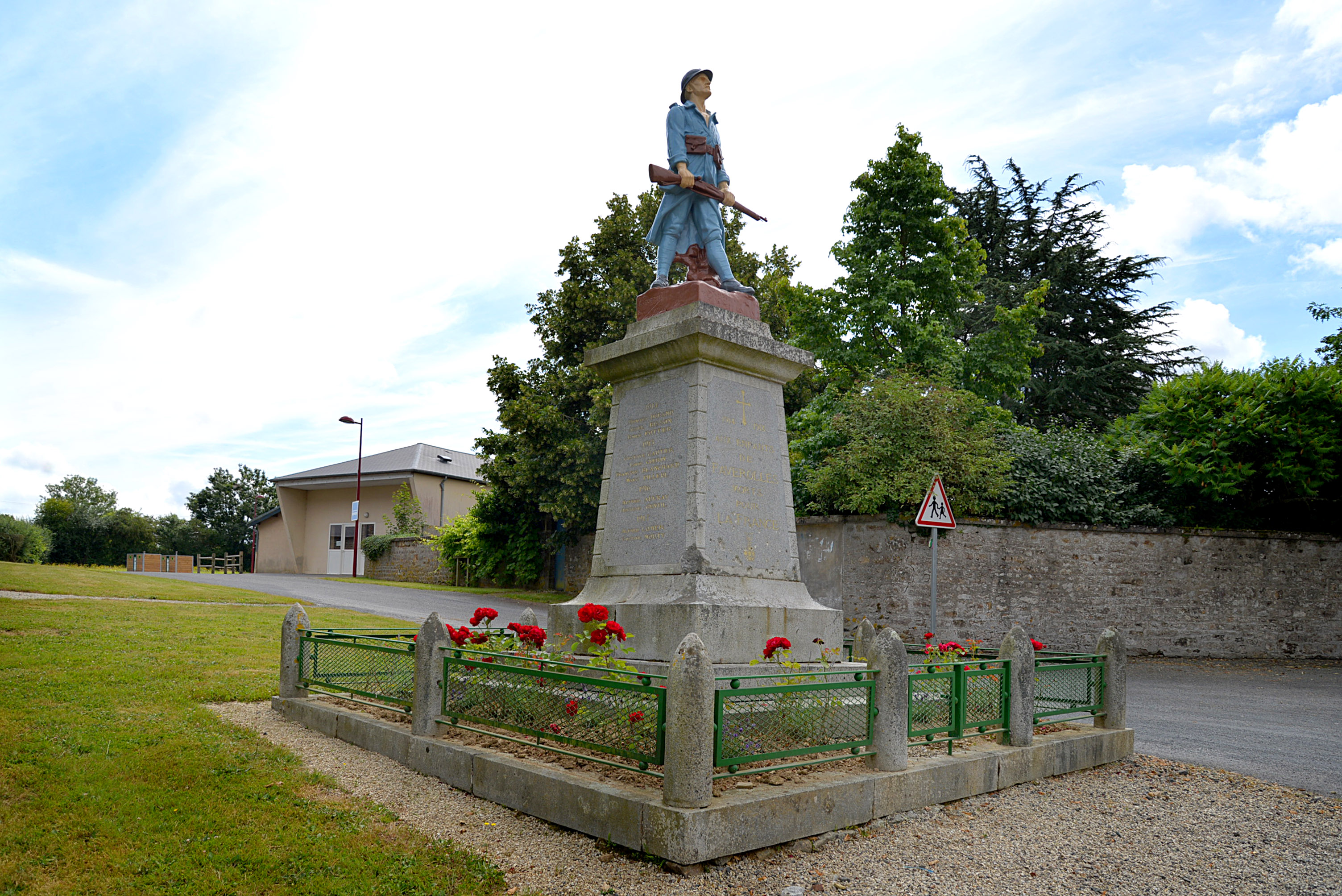
Le monument aux morts.

## Personnalités liées à la commune
- Philippe Léveillé, né en 1764 à Faverolles, s'oriente vers la prêtrise et devient vicaire de Saint-Loup-Canivet (près de Falaise). En 1791, il prête le serment prévu par la nouvelle constitution civile du clergé et est élu comme curé de Montreuil-au-Houlme par les citoyens de cette commune, mais il n'accepte pas cette désignation démocratique. Il quitte son poste de Saint-Loup et se cache à Faverolles jusqu'en 1800.
- Pierre Alexandre Chable de la Héronnière, né à Faverolles en 1810. Ce fils de la noblesse fait des études de droit et devint d'abord avocat. Cependant, il se tourne rapidement vers d'autres activités. Ce fin lettré — attiré par l'Italie — traduisit le théâtre de Vittorio Alfieri. De tradition royaliste et catholique, il composa également de nombreux ouvrages dont Notice sur la vie et les travaux de Mgr Verrolles, évêque de Colomby, vicaire apostolique en Mandchourie (Chine). Journaliste de talent, il collabora à de nombreux journaux et fonda à Caen son propre titre : L'Ordre et la Liberté. Décédé prématurément à 49 ans, il fut inhumé à Crépon (Calvados) dans le caveau de famille.